# Forma Pământului

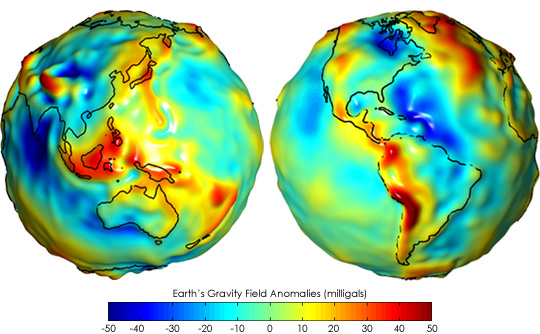
Anomalii ale câmpului gravitațional pe Pământ

Pământul are o formă sferică în aparență, dar are formă de elipsoid de rotație, adică este mai turtit la poli și mai bombat la ecuator. Forma aceasta este generată de forța centrifugă.
Forma de geoid este determinată de nivelul mediu al oceanului planetar și prelungirea imaginară a acestuia sub continente, dar și de apropierea ușoară a Polului Sud de centrul Pământului și de ușoara bombare în dreptul altitudinilor medii din emisfera sudică.
O consecință a formei Pământului este încălzirea inegală a suprafeței Pământului, unghiul de incidență format de razele solare cu suprafața Pământului scăzând de la Ecuator spre cei doi poli.